# منارة العبد
منارة العبد وهي مئذنة شيدها خواجة أمين الدين مرجان الرومي، وسميت بمنارة العبد لكون مشيدها مرجان كان عبداً للسلطان أويس ابن الشيخ حسن برزك الجلائري، وتقع المنارة في مسجد مرجان بكربلاء، وكان مرجان قد شيده قريباً من رواق جامع الحسين بن علي. والشيخ أويس حكم بغداد من عام (750ه‍/1349م) حتى عام (776ه‍/1374م)، وعند ذهاب الشيخ أويس لقتال التركمان في أذربيجان ترك مكانه عبده أمير جان (مرجان) على ولاية بغداد لحين عودته من القتال، فاراد مرجان ان يستقل بالأمر، فأرسل إليه أويس جيشاً عظيماً، فلما علم مرجان بذلك لجأ إلى كربلاء وذلك عام 767ه‍/1365م.

## الموقع
تقع المئذنة في الجانب الشرقي من الصحن وملتصقة بجدار السور على بعد عشرين مترا تقريبا من الزاوية الشمالية الشرقية، فكانت على يسار الذاهب إلى مرقد العباس بن علي.

## المواصفات
كانت مئذنة جبارة، أعظم وأفخم من كل المآذن الموجودة في كربلاء والنجف والكاظمية وسامراء، من حيث الفخامة في الأبنية التاريخية، كانت هي الثانية في العراق من بعد ملوية الخليفة المتوكل وجامعه في سامراء.
ويقدر محيط القاعدة المضلعة لمنارة العبد بعشرين مترا وارتفاعها أربعين مترا، وبقيت المنارة قائمة حتى عام (1354ه‍/1935م) حيث هدمت في عهد متصرف كربلاء صالح جبر بحجة انها آيلة للسقوط. اما المؤرخ عباس العزاوي فيذكر: ان والي بغداد العثماني الوند زاده علي باشا عمَّر جامع الحسين سنة 984ه‍، ومرقده المبارك سنة 991ه‍، وعمّر منارته التي تسمى منارة العبد سنة 982ه‍، وان منارة العبد هدمت قبل الحرب العالمية الثانية في سنة 1356ه‍-سنة 1937م، ولم يبق منها أثر، وكانت منارة بيضاء بلا كاشي، بنيت في الجهة اليسرى من نفس الحضرة الحسينية.